# Schefflera paniculata
Schefflera paniculata là một loài thực vật có hoa trong Họ Cuồng cuồng. Loài này được (Britton) R. Vig. miêu tả khoa học đầu tiên năm 1909.